# Henryk I Parmeński
Henryk Maria Albert Ferdynand Karol Pius Ludwik Antoni Burbon-Parmeński, wł. Enrico Maria Alberto Ferdinando Carlo Pio Luigi Antonio di Borbone-Parma e Piacenza (ur. 13 czerwca 1873 w Rorschach, zm. 16 listopada 1939 w Lucce) – tytularny król Etrurii oraz książę Parmy i Piacenzy w latach 1907–1939.
Urodził się jako drugi syn Roberta (1848–1907), byłego księcia Parmy i Piacenzy, oraz jego żony Marii Pii Burbon-Sycylijskiej (1849–1882), królewny Obojga Sycylii. Miał liczne rodzeństwo: siostry Marię Ludwikę (1870–1899), Ludwikę Marię (1872–1943), Marię Imaculatę (1874–1914), Marię Teresę (1876–1959), Marię Pię (1877–1915), Beatrycze (1879–1949) i Marię Anastazję (1881), oraz braci Ferdynanda (1871), Józefa (1875–1950), Eliasza (1880–1959) i Augusta (1882). Większość spośród nich zmarła w dzieciństwie. Posiadał przyrodnie rodzeństwo z drugiego małżeństwa ojca z Marią Antoniną Bragança (1862–1959), królewną Portugalii: Marię Adelajdę (1885–1859), Sykstusa (1886–1934), Ksawerego (1889–1977), Franciszkę (1890–1978), Zytę (1892–1989), Feliksa (1893–1970), Renata (1894–1972), Marię Antoninę (1895–1937), Izabelę (1898–1984), Ludwika (1899–1967), Henrykę (1903–1887) i Kajetana (1905–1958).
Podobnie jak część rodzeństwa Henryk był upośledzony intelektualnie. Wraz z narodzeniem otrzymał honorowy tytuł księcia Piacenzy właściwy następcy tronu byłego księstwa. Po śmierci ojca w 1907 odziedziczył po nim pretensje do tronów byłych monarchii Etrurii i Parmy. Pozostawał pod kuratelą macochy, zaś obowiązki głowy domu Burbonów parmeńskich wypełniał w jego imieniu młodszy z braci Eliasz. Zmarł bezżennie i bezpotomnie. Tytuł głowy rodu i byłego księstwa odziedziczył po nim brat Józef, również upośledzony.

## Odznaczenia
- Wielki Mistrz Orderu Konstantyńskiego (16 listopada 1907)
- Kawaler Orderu Złotego Runa

## Przodkowie
| Prapradziadkowie                    | kr. Etrurii Ludwik (1773–1803) ∞1795 Maria Ludwika Burbon (1782–1824)                  | kr. Sardynii Wiktor Emanuel I (1759–1824) ∞1789 Maria Teresa Habsburg-Este (1773–1832) | kr. Francji Karol X (1757–1836) ∞1773 Maria Teresa Sabaudzka (1756–1805)               | kr. Obojga Sycylii Franciszek I (1771–1830) ∞1797 Maria Klementyna Habsburg-Lotaryńska (1771–1801) | kr. Obojga Sycylii Ferdynand I (1751–1825) ∞1768 Maria Karolina Habsburg-Lotaryńska (1752–1814) | kr. Hiszpanii Karol IV (1748–1819) ∞1765 Maria Ludwika Burbon-Parmeńska (1751–1819)             | aks. Austrii Leopold II (1747–1792) ∞1765 Maria Ludwika Burbon (1745–1792)                      | Fryderyk Wilhelm Nassau-Weilburg (1768–1816) ∞1788 Ludwika Izabela Kirchberg (1772–1727)        |
| Pradziadkowie                       | kr. Etrurii Karol II (1799–1883) ∞1820 Maria Teresa Sabaudzka (1803–1879)              | kr. Etrurii Karol II (1799–1883) ∞1820 Maria Teresa Sabaudzka (1803–1879)              | Karol Ferdynand d'Artois (1778–1820) ∞1816 Karolina Burbon-Sycylijska (1798–1870)      | Karol Ferdynand d'Artois (1778–1820) ∞1816 Karolina Burbon-Sycylijska (1798–1870)                  | kr. Obojga Sycylii Franciszek I (1771–1830) ∞1802 Maria Izabela Burbon (1789–1848)              | kr. Obojga Sycylii Franciszek I (1771–1830) ∞1802 Maria Izabela Burbon (1789–1848)              | Karol Ludwik Habsburg-Lotaryński (1771–1847) ∞1768 Henrietta z Nassau-Weilburga (1797–1829)     | Karol Ludwik Habsburg-Lotaryński (1771–1847) ∞1768 Henrietta z Nassau-Weilburga (1797–1829)     |
| Dziadkowie                          | ks. Parmy i Piacenzy, Karol III (1823–1854) ∞1845 Ludwika d'Artois (1819–1864)         | ks. Parmy i Piacenzy, Karol III (1823–1854) ∞1845 Ludwika d'Artois (1819–1864)         | ks. Parmy i Piacenzy, Karol III (1823–1854) ∞1845 Ludwika d'Artois (1819–1864)         | ks. Parmy i Piacenzy, Karol III (1823–1854) ∞1845 Ludwika d'Artois (1819–1864)                     | kr. Obojga Sycylii, Ferdynand II (1810–1859) ∞1837 Maria Teresa Habsburg-Lotaryńska (1816–1867) | kr. Obojga Sycylii, Ferdynand II (1810–1859) ∞1837 Maria Teresa Habsburg-Lotaryńska (1816–1867) | kr. Obojga Sycylii, Ferdynand II (1810–1859) ∞1837 Maria Teresa Habsburg-Lotaryńska (1816–1867) | kr. Obojga Sycylii, Ferdynand II (1810–1859) ∞1837 Maria Teresa Habsburg-Lotaryńska (1816–1867) |
| Rodzice                             | ks. Parmy i Piacenzy, Robert (1848–1907) ∞1869 Maria Pia Burbon-Sycylijska (1849–1882) | ks. Parmy i Piacenzy, Robert (1848–1907) ∞1869 Maria Pia Burbon-Sycylijska (1849–1882) | ks. Parmy i Piacenzy, Robert (1848–1907) ∞1869 Maria Pia Burbon-Sycylijska (1849–1882) | ks. Parmy i Piacenzy, Robert (1848–1907) ∞1869 Maria Pia Burbon-Sycylijska (1849–1882)             | ks. Parmy i Piacenzy, Robert (1848–1907) ∞1869 Maria Pia Burbon-Sycylijska (1849–1882)          | ks. Parmy i Piacenzy, Robert (1848–1907) ∞1869 Maria Pia Burbon-Sycylijska (1849–1882)          | ks. Parmy i Piacenzy, Robert (1848–1907) ∞1869 Maria Pia Burbon-Sycylijska (1849–1882)          | ks. Parmy i Piacenzy, Robert (1848–1907) ∞1869 Maria Pia Burbon-Sycylijska (1849–1882)          |
| Henryk Burbon-Parmeński (1873–1939) |                                                                                        |                                                                                        |                                                                                        | |                                                                                                 |                                                                                                 |                                                                                                 |                                                                                                 |